# Fukufukusō no Fuku-chan
Fukufukusō no Fuku-chan (jap. 福福荘の福ちゃん) ist eine japanische Komödie von Yosuke Fujita. Der Film premierte auf dem Far East Film Festival in Udine in Italien.

## Handlung
Der 32-jährige Tatsuo Fukuda, Spitzname „Fuku-chan“ (Miyuki Oshima), ist ein Maler, der in dem heruntergekommenen Fukufuku-Apartmentkomplex lebt. Nach seinem Abschluss an der Mittelschule in der ländlichen Präfektur Tochigi ist Fuku-chan nach Tokio gezogen, um sich ganz der Malerei zu widmen. Die Nächte verbringt er mit der Vermittlung zwischen streitenden Bewohnern des Fukufuku-Komplexes und an seinen freien Tagen fertigt er Drachen an und lässt sei am nahe gelegenen Flussufer fliegen.
Fuku-chan ist ein beliebter Mann mit einem Hang zum Romantischen, der alle Menschen gleichermaßen freundlich behandelt. Eines Tages stellt sich ihm eine Frau vor, die frisch in den Fukufuku-Komplex gezogen ist. Als sie Fuku-chan ihren Namen sagt, ist er erstaunt. Es ist Chiho, seine erste Liebe aus Schultagen, die er rund 20 Jahre nicht mehr gesehen hat. Sie ist gekommen, um sich für ein lang vergangenes Ereignis zu entschuldigen, das damals eine traumatische Wirkung auf Fuku-chan zur Folge hatte, denn seit dieser Zeit hat er eine Frauen-Phobie.
Die Entschuldigung und Versöhnung mit Fuku-chan ist nicht ganz selbstlos. Chiho war früher Objektleiterin bei einer großen Firma, aber um Fotografin zu werden, bewarb sie sich um einen Wettbewerb für Fotografen. Nachdem sie die Meisterschaft gewonnen hatte, beschloss sie die Arbeit aufzugeben und Schülerin bei einem Profi-Fotografen zu werden. Der Fotograf kümmerte sich aber kaum um Chihos Fotos und ihre fotografischen Fortschritte, denn er war nur an der jungen Frau interessiert. Chiho war verzweifelt, als er merkte, dass er sie die Meisterschaft hatte gewinnen lassen, um sie zu sich zu locken und zu seiner jungen und schönen Geliebten zu machen. Eine Wahrsagerin, die Chiho zufällig in einem Café traf, sagte zu ihr: „Es ist ein Fluch, der in der Vergangenheit etwas Schreckliches getan hat.“ Chiho kam sogleich die alte Geschichte in den Sinn, als sie Fuku-chan ganz furchtbar bloßtellte, nur weil sie einen Klassenkameraden bestrafen wollte.
Zu Beginn des Wiedersehens erinnert sich Fuku-chan mit Unbehagen an die alten Zeiten und lässt dies Chiho auch spüren. Doch je mehr Zeit er mit ihr verbringt, desto stärker kommen seine Gefühle für sie zurück. Shimacchi, ein Nachbar und guter Bekannter von Fuku-chan bemerkt jedoch, dass Chiho nicht ganz uneigennützig gekommen ist und warnt sie: „Wenn Sie nur spielen wollen, nähern Sie sich nicht Fuku-chan. Verletzen Sie Fuku-chan nicht noch einmal.“ Später entschuldigt sich Shimacchi bei Chiho, da er erkannt hat, dass die junge Frau es ehrlich meint. Allerdings beabsichtigt Chiho Tokio doch wieder zu verlassen, um als Fotografin um die Welt zu reisen. Für Fuku-chan hat sie zum Abschied einen Bildband veröffentlicht, nur mit Aufnahmen von ihm.
Ein Jahr später arbeitet Fuku-chan mit seinen Freunden zusammen und lebt noch immer in Fukufukuso. Das einzige, was sich geändert hat: Immer wenn jemand Fuku-chans Fotobuch sieht, wird er um ein Autogramm gebeten. Als Fuku-chan eines Tages von der Arbeit nach Fukufukuso zurückkehrt, ist ein neuer Bewohner in seine Nachbarwohnung gezogen. Fuku-chan will diesen Nachbarn begrüßen und öffnet die Tür. Der neue Bewohner ist zu seiner großen Freude: Chiho Sugiura.

## Kritiken
Bei Kinozeit.de urteilte Gregor Ries: „Mit seinem zweiten Spielfilm ‚Herr Fuku-chan von nebenan‘ knüpft Regisseur Yosuke Fujita thematisch an sein Debüt Fine, Totally Fine an. Wieder stehen Außenseiter und etwas linkische Charaktere im Vordergrund, denen seine ganze Sympathie gilt. Vermutlich liegt es daran, dass er als Kind selbst häufig zur Zielscheibe von Mobbing und Spott geriet. Zwischen humorvollen und poetischen Momenten zeichnet Fujita ein liebevolles Porträt eines introvertierten, hilfsbereiten jungen Mannes.“
Bei der Internetplattform Daumenkino schrieben:
- Laura Piep: „Ein Koch verfolgt seine Gäste mit einem Samurai Schwert, weil sie es wagten, zu seinem scharfen Curry Wasser zu bestellen. Ein Mensch wird an einen riesigen Papierdrachen gebunden und winkt, als er in der Luft ist, einem vorbeifliegenden Vogel. Ein Fotograf mit einer Kamera aus gelbem Plastik, die an einen verformten Blumenkohl erinnert, reminisziert verträumt über das eine Mal, als er fünf Stunden lang Erbrochenes angeschaut hat, bis er darin – denn er ist ein wahrer Künstler – Gott gefunden hat.

Diese und weitere seltsamen oder gar surrealen Szenen machen Fuku-Chan of Fukufuku Flats zu einer Offenbarung für diejenigen, die noch kaum Seherfahrung in diesem Genre haben.“
- Walter Lamm: „Dem Film [gelingt es] erfolgreich, dem Individuum sowohl seine Andersheit zuzugestehen als auch die Möglichkeit der Eingliederung in eine Mehrheit. In Zeiten der kontemporären Superheldenfilme mit ihren herausgehobenen andersartigen Protagonisten, die – wenn auch gebrochen – weit über den Normalos thronen, lässt sich Fuku-Chan of Fukufuku Flats gar ein Mut zum Alltäglichen einräumen.“[2]

Eine Festival-Bewertung erfolgte von Katie Duggan. Sie wertet sehr umfangreich: „Dieser Film untersucht die sozialen und sexuellen Erwartungen, die sowohl an Männer als auch an Frauen gestellt werden und die sie davon abhalten können, sich frei zu fühlen. In Oshimas geschlechtsspezifischer Performance schlägt Fuku-chan ein neues Modell der Männlichkeit und Sensibilität vor, das uns dazu veranlasst, zu überdenken, welche Motive es verdienen, im Kino fotografiert oder dargestellt zu werden.“

## Veröffentlichung
Fukufukusō no Fuku-chan wurde in Deutschland nur auf dem Frankfurt Nippon Connection Festival 2014 sowie Ende 2015 im Rahmen der japanischen Filmtage in Düsseldorf gezeigt. Auf DVD ist der Film 2015 bei Rapid Eye Movies erschienen, in Deutschland wurde keine DVD produziert.

## Auszeichnungen
- 18. Preis des Fantasia International Film Festival für die beste Darstellerin – Miyuki Oshima[4]